# Star Film Company
La Manufacture de films pour cinématographes, sovint coneguda com Star Film Company, va ser una productora de cinema francesa dirigida per l'il·lusionista i director de cinema Georges Méliès.

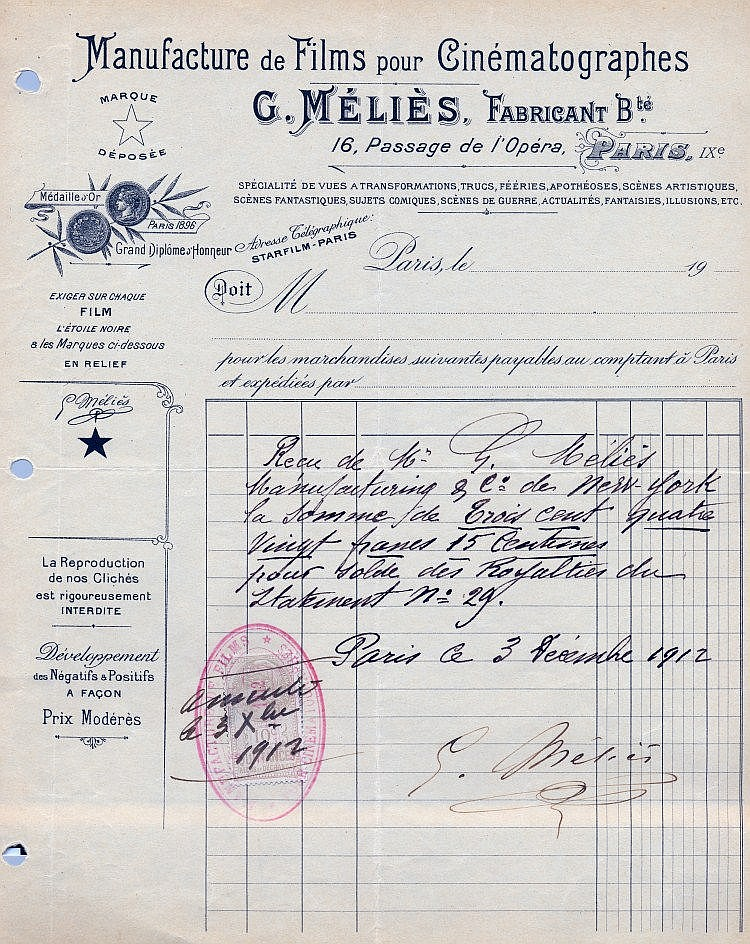
Rebut signat per Méliès en nom de la seva companyia cinematogràfica el 1912

## Història

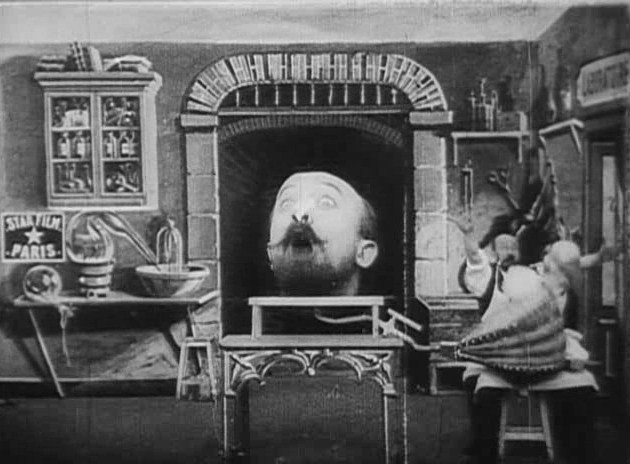
El logotip de Star Film (a l'esquerra) al plató de la pel·lícula de Méliès L'homme à la tête en caoutchouc

El 28 de desembre de 1895, Méliès va assistir a la celebrada primera manifestació pública del cinetoscopi dels germans Lumière. L'esdeveniment, celebrat en una sala del 14 Boulevard des Capucines de París amb cent cadires i un preu d'entrada d'un franc, va demostrar la practicitat de les càmeres i projectors de pel·lícula. Segons records posteriors de Méliès, immediatament es va acostar a Antoine Lumière i es va oferir a comprar un projector Lumière per la seva pròpia experimentació; Lumière es va negar. Méliès va continuar fent ofertes repetides, totes rebutjades de la mateixa manera. A continuació, Méliès va recórrer a l'experimentador de cinema britànic Robert W. Paul, i el febrer de 1896 va obtenir un Projector d'animació per mil francs francesos, juntament amb una col·lecció de curtmetratges, alguns de Paul i altres d'Edison Studios. Méliès els va projectar per primera vegada al seu teatre de les il·lusions, el Théâtre Robert-Houdin, l'abril de 1896.

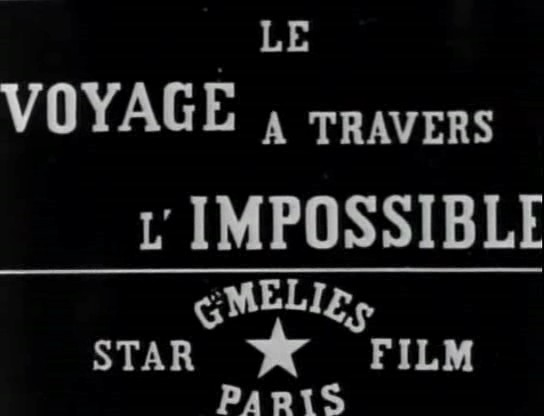
La marca Star Film a la targeta de títol de Le Voyage à travers l'impossible

Mentrestant, després d'estudiar els principis sobre els quals funcionava el projector de Paul, Méliès va dissenyar una càmera improvisada. Amb l'ajuda d'un mecànic, Lucien Korsten, la va construir al taller del teatre, utilitzant peces reciclades de màquines utilitzades en les seves il·lusions. El 2 de setembre de 1896, Méliès, Korsten i un associat, Lucien Reulos, va obtenir una patent sobre el seu treball, batejat com a Kinetograph, i el 2 de desembre Méliès va crear la marca Star Film, amb el lema "The Whole World Within Reach."

## Branca americana
La sucursal nord-americana de l'empresa estava dirigida pel germà gran de Méliès Gaston Méliès i va produir pel·lícules a Nova York, San Antonio, Texas i Santa Paula (Califòrnia). La seva pel·lícula més significativa va ser The Immortal Alamo (1911).

### Història
Georges Méliès havia produït pel·lícules a França, que s'havien fet populars arreu del món. Alguns distribuïdors van començar la infracció el treball de Méliès, especialment als Estats Units. Méliès va demanar al seu germà Gaston que anés als Estats Units i custodiés els copyright de Méliès.
Gaston va arribar a la ciutat de Nova York el 1902 i va començar a distribuir les pel·lícules del seu germà. El 1903, Gaston va començar a fer pel·lícules ell mateix, principalment documentals. Les pel·lícules no van tenir èxit. La companyia es va traslladar a San Antonio buscant hiverns més càlids i va llogar vint hectàrees, incloent una casa de dos pisos i un gran graner que es va convertir en l'estudi de cinema "Star Film Ranch". Star Film Company va ser la primera companyia de producció no texana que va operar a Texas.
L'estudi tenia els actors Edith Storey, Francis Ford i William Clifford sota contracte juntament amb l'escriptora Anne Nichols. L'estudi també va contractar ranxerss i vaquerss locals per donar als seus westerns autèntic caràcter. Les pel·lícules normalment tenien una durada real amb una durada mitjana de quinze minuts. De les setanta pel·lícules fetes a San Antonio, se sap que només han sobreviscut tres.
La Star Film Company es va traslladar a Califòrnia l'abril de 1911. Gaston originalment va planejar traslladar-se a Santa Bàrbara però va triar Santa Paula, potser perquè el paisatge era millor, o potser perquè era menys car. A Santa Paula va construir escenaris davant d'un complex anomenat Sulphur Mountain Springs, on la companyia llogava habitacions. Financerament, les coses van començar a anar malament per Gaston. Les seves estrelles populars, Edith Storey i William Clifford es van traslladar a altres empreses. Les seves pel·lícules de Califòrnia no van ser tan rendibles com les de Texas. El novembre de 1911, Gaston es va reunir amb Vitagraph Studios a Nova York i va vendre el cinquanta per cent de la seva empresa, inclosos els negatius dels seus germans i els drets de distribució.
El 24 de juliol de 1912, Gaston, la seva dona i una tripulació de catorze persones van marxar en un viatge al Pacífic i a Àsia per fer pel·lícules en llocs exòtics. Es van rodar documentals i drames a diversos llocs com ara Tahití, Bora Bora, Nova Zelanda, Rarotonga, Austràlia, Java, Cambodja, Japó i altres. El metratge es va enviar a Nova York per processar-lo, però gran part del metratge va arribar danyat a causa de les dures condicions en què es van rodar els negatius o de la mala manipulació durant el trànsit. El que es va publicar va rebre una audiència poc agraïda i males crítiques a la premsa comercial.
Gaston va aturar la gira el 1913 i es va establir a Còrsega, on va morir dos anys més tard. El fill de Gaston, Paul, va vendre el que quedava de l'empresa a General Film Company el 1917. Es creia que es va desenvolupar "mala sang" entre els germans Méliès, però investigacions recents indiquen que malgrat les pèrdues a la branca nord-americana, Georges va rebre tots els pagaments als que tenia dret.